# Vectorman
Vectorman is een computerspel dat in 1995 werd uitgebracht voor het platform Sega Mega Drive. Het spel is een zijwaarts scrollend spel. Het genre van het spel is actiespel en platformspel. In 1996 kwam het vervolg uit van dit spel genaamd Vectorman 2.

## Platforms
| platform            | jaar |
| ------------------- | ---- |
| Sega Mega Drive     | 1995 |
| Wii Virtual Console | 2007 |
| Windows             | 2010 |

Het spel maakt ook onderdeel uit van de Sonic Gems Collection dat in 2005 uitkwam voor de GameCube en de PlayStation 2.

## Trivia
- Het spel is opgenomen in het boek 1001 Video Games You Must Play Before You Die van Tony Mott.